# صيدناني الجروف
صيدناني الجروف (الاسم العلمي: Tamias dorsalis) (بالإنجليزية: Cliff Chipmunk)‏ هو نوع من الحيوانات يتبع جنس الصيدناني من فصيلة سنجابية.